# اغتيال هاري باري
وقع اغتيال هاري باري في 29 أغسطس 1965 وشمل اغتيال رئيس شرطة عدن هاري باري، أثناء ثورة 14 أكتوبر.
كان باري يقود سيارته في ممر يؤدي إلى مكتبه في مركز المخابرات البريطاني في كريتر. أصابته سبع رصاصات في صدره ويده اليمنى وساقه. توفي أثناء نقله إلى أقرب مستشفى. وكان هذا هو الهجوم الأول على ضابط شرطة بريطاني على الرغم من مقتل خمسة أفراد من قوة شرطة عدن وجرح ستة في الأشهر الثمانية الماضية.  